# 班納山
班納山（英語：Bennet's Hill）是香港的山峰之一，位於香港島黃竹坑，海拔214米，西北為田灣山，東北則為金馬倫山，南方為黃竹坑市區及南朗山。整座山位於香港仔郊野公園範圍，其西為香港仔下水塘，其北則為香港仔上水塘。